# Mely Lagarst
Mely Lagarst, gelegentlich auch als Nelly Lagarst firmierend, geborene Amalie Strangl (* 28. September 1889 in Großhöhenrain, Königreich Bayern, Deutsches Reich; † 28. Dezember 1947 in München) war eine deutsche Theater- und Stummfilmschauspielerin mit Karrierehöhepunkt zur Zeit des Ersten Weltkriegs.

## Leben und Wirken

### Am Theater
Die aus der Nähe von Bad Aibling stammende Kaufmannstochter Amalie Strangl begann ihre schauspielerische Laufbahn im Jahre 1908 in München, als sie im Liederzyklus "Die schöne Müllerin" an der Seite des Opernsängers Raoul Walter den Text sprach. Sie blieb zunächst in der bayerischen Landeshauptstadt und war dort am 4. Mai 1909 als „Münchner Kindl“ bei einem Festabend zum 40-jährigen Bestehen der Alpenvereinssektion München zu sehen. Es folgte für eine Spielzeit eine Verpflichtung ans Theater in Bamberg. Vom Dortmunder Stadttheater kommend, wo sie zwei Spielzeiten blieb, erreichte die Künstlerin 1912 Berlin. Hier folgten weitere Bühnenauftritte am Trianon-Theater unter der Leitung Carl Beeses, wo sie ihre ersten Erfolge vor allem in bisweilen derben Schwänken und ebensolchen Lustspielen feierte. Zu ihren bekannten Stücken jener Jahre zählen unter anderem Ende 1912 “Die Erste – Die Beste!” und Anfang 1914 “Anatoles Hochzeit”. Die Kritiken dazu fielen gemischt aus. Gastspielreisen führten Mely Lagarst u. a. nach Hamburg, Witten und erneut nach München.

### Beim Film
1915 meldete sich der Film bei ihr, und in den kommenden vier Jahren wirkte Lagarst in Berlin und München mit Haupt- und tragenden Nebenrollen in einer Fülle von teils (melo)dramatischen, teils humoristisch-komödiantischen Stoffen mit, die sie an die Seite etablierter Schauspielkollegen wie Anna Müller-Lincke (Zwei glückliche Tage), Friedrich Zelnik (Am Amboss des Glücks), Bernd Aldor (Es werde Licht!, 1. Teil), Reinhold Schünzel (Freitag, der 13. Das unheimliche Haus, 2. Teil), Erich Kaiser-Titz (Der grüne Mann von Amsterdam), Theodor Loos (Die Sündenkette) und Olaf Fönss in dessen berühmtem Homunculus-Film führte. Ihr Rollenfach war zumeist das der Ehefrau, Tochter oder holden Maid. Bei mindestens zwei dieser Werke (Der Einäugige und Der Klub der Einäugigen) führte der Berufskollege Josef Coenen Regie, der von 1916 bis 1923 Lagarsts Ehemann war. Mehrfach besetzten sie auch die bekannten Regisseure Otto Rippert und Richard Oswald. In Hans Oberländers Schnulze Das Herz vom Hochland, einem ihrer letzten Filme, spielte sie 1918 eine Doppelrolle. Die Kritik befand, Lagarst habe dort ihre beiden Rollen, die der Eva Madeleine und die der Vroni Hofstetter, mit „ungeheurer schauspielerischer Feinheit“ absolviert. Insgesamt nahezu 30 Filmtitel aus den genannten vier Jahren vor der Kamera sind überliefert.

### Die späten Jahre
Mit Ende des Ersten Weltkriegs verlor die Künstlerin das Interesse an der Leinwandarbeit und zog sich 1921 nach einem Auftritt im Rahmen eines Sommerfests der „Geselligen Vereinigung bildender Künstler“ auch von der Theatertätigkeit zurück. Über Mely Lagarsts späteres Leben ist kaum etwas bekannt; eine zweite Ehe ging sie 1928 mit einem Schlosser ein, der jedoch noch im selben Jahr verstarb. Von der Öffentlichkeit vollkommen vergessen, starb die frühere Schauspielerin zum Jahresende 1947 an einem Nierenleiden.

## Filmografie
- 1915: Die Einödpfarre
- 1915: Schein und sein
- 1916: Der Einäugige
- 1916: Am Amboss des Glücks
- 1916: Homunculus
- 1916: Kindertränen
- 1916: Freitag, der 13. Das unheimliche Haus, 2. Teil
- 1917: Es werde Licht!, 1. Teil
- 1917: Der Klub der Einäugigen
- 1917: Zwei glückliche Tage
- 1917: Vom Regen in die Traufe
- 1917: Wenn die Lawinen stürzen
- 1917: Die Sündenkette
- 1918: Der 7. Oktober
- 1918: Das Recht auf Glück
- 1918: Das Herz vom Hochland
- 1919: Schiffbrüchige der Liebe / Komödianten
- 1919: Die Gespensterfalle